# Tang Yi
Tang Yi (chiń. 唐奕, pinyin Táng Yì; ur. 8 stycznia 1993 w Szanghaju) – chińska pływaczka, brązowa medalistka olimpijska z Londynu, dwukrotna mistrzyni świata (basen 25 m), sześciokrotna złota medalistka igrzysk olimpijskich młodzieży.
Specjalizuje się w pływaniu stylem dowolnym. Największym jej sukcesem są dwa złote medale mistrzostw świata na basenie 25-metrowym w Dubaju w 2010 roku wraz ze sztafetą 4 x 100 metrów stylem zmiennym i 4 x 200 metrów stylem dowolnym.
Jej dorobek medalowy stanowią także trzynaście krążków igrzysk azjatyckich wywalczonych w zmaganiach rozgrywanych w Dosze, Kantonie i Inczon oraz cztery medale uniwersjady wywalczone w 2011 roku.
W wieku 15 lat wystartowała na igrzyskach olimpijskich w Pekinie (2008), plasując się na 4. miejscu w sztafecie 4 x 100 metrów dowolnym. Na igrzyskach olimpijskich w Londynie (2012) zdobyła brązowy medal na dystansie 100 m stylem dowolnym. Była również uczestniczką igrzysk olimpijskich w Rio de Janeiro, na których była członkinią sztafety 4 x 100 metrów stylem dowolnym, która uplasowała się na 9. miejscu.